# Det sjunde tecknet
Det sjunde tecknet är en amerikansk film från 1988 i regi av Carl Schultz.

## Handling
Abby Quinn är en ung kvinna som väntar barn. Hon och hennes man får en mystisk man som inneboende. Abby blir allt mer övertygad om att undergången är nära och att hennes barn skall vara dödfött.

## Rollista (urval)
- Demi Moore - Abby Quinn
- Michael Biehn - Russell Quinn
- Jürgen Prochnow - David Bannon
- Peter Friedman - fader Lucci
- Manny Jacobs - Avi
- John Taylor - Jimmy Szaragosa
- Lee Garlington - Dr. Margaret Inness